# Ponikve (Velika Kladuša)
Ponikve falu Bosznia-Hercegovinában, a Bosznia-hercegovinai Föderáció Una-Szanai kantonjában. Közigazgatásilag Velika Kladušához tartozik.

## Fekvése
Bosznia-Hercegovina északnyugati részén, Bihácstól légvonalban 44, közúton 63 km-re északra, Velika Kladušától légvonalban 4, közúton 7 km-re északkeletre levő dombos, erdős vidéken, a horvát határ mellett fekszik. 

## Népessége
| Nemzetiségi csoport | Népesség 1991 | Népesség 2013 |
| ------------------- | ------------- | ------------- |
| Szerb               | 12            | 2             |
| Bosnyák             | 1050          | 776           |
| Horvát              | 1             | 0             |
| Jugoszláv           | 2             | 0             |
| Egyéb               | 3             | 66            |
| Összesen            | 1068          | 844           |

## Története
A ponikvei muszlim gyülekezet Velika Kladuša környékének egyik fiatalabb gyülekezete. Ebben a gyülekezetben a jelenlegi és egyben az első mecset ünnepélyes megnyitója 1991. szeptember 28-án volt. A mecset építésének területét a néhai Džemal Hašić adományozta, és Ibrahim Suljanović nyitotta meg. Imámja Ajdin Durić efendi. A gyülekezet 170 tagot számlál, növekvő tendenciával.

## Nevezetességei
A falu mecsete 1991-ben épült, méretei 12x9 méter, a minaret pedig 32 méter magas. A mecset mindennel fel van szerelve, ami a hívek szükségleteinek kielégítéséhez szükséges, és körülbelül 250 muszlim befogadására alkalmas.